# Riserva naturale Metaponto
La riserva naturale Metaponto è un'area naturale protetta della regione Basilicata istituita nel 1972. La riserva occupa una superficie di 240 ettari di litorale nella provincia di Matera, nella zona di Metaponto.
È un sito archeologico oltre che un luogo di importanza naturalistica. Si estende lungo la costa Jonica, tra le foci dei fiumi Bradano e Basento.

## Storia
Il soprassuolo che costituisce la Riserva Forestale è prevalentemente di origine artificiale, derivato da rimboschimenti iniziati nel 1934 dal Consorzio di Bonifica e proseguiti dal Corpo forestale dello Stato fino al 1954. 
Venne istituita Riserva Statale in considerazione dell'esemplare risultato ottenuto come rimboschimento di una difficile zona litoranea, della funzione di protezione dai venti salsi, assolta nei confronti delle colture agrarie retrostanti e per la peculiare caratteristica di presentare, in prossimità delle foci dei due fiumi suddetti due "Zone Umide", habitat e rifugio ideale per l'avifauna stanziale e migratoria (quest'ultimo, rilevante aspetto, ne ha determinato l'inclusione tra le aree SIC e ZPS della Rete Natura 2000, in Basilicata). 
Le suddette zone paludose, sono caratterizzate in superficie da uno strato limo-argilloso di deposito alluvionale risalente al 1959 e al 1972. 

## Territorio
Il substrato geologico è costituito prevalentemente da dune costiere dell'Olocene e spiagge attuali.
Il soprassuolo presente nella Riserva Forestale è prevalentemente di origine artificiale, derivato da rimboschimenti iniziati nel 1934 dal Consorzio di Bonifica e proseguiti dal Corpo forestale dello Stato fino al 1954. 
I suoli che ne derivano, essendo breve il periodo trascorso dalla loro bonifica (effettuata negli anni '30), sono estremamente poveri.
Il tasso di salinità è elevato, soprattutto nelle zone prossime al mare.

## Fauna
Qui depongono le uova le tartarughe marine tra giugno e agosto.
Il territorio di Bernalda e Metaponto è costituito da ambienti molto vari (spiagge, torrenti, campi coltivati), che pur essendo antropizzati presentano ancora alcuni ecosistemi poco degradati e in qualche caso incontaminati, dove trovano rifugio, stabilmente o temporaneamente, numerose specie di uccelli.
Inoltre, grazie alla posizione geografica è punto di riferimento per numerose rotte migratorie. Nella Riserva Naturale di Metaponto si possono osservare varie specie di trampolieri tra cui il piro piro, l'airone cenerino, la pittima reale e la gallinella d'acqua. Inoltre, di rilevante interesse, è la presenza lungo la costa della tartaruga marina, specie in via di estinzione protetta.
Uccelli
| Cettia cetti - Usignolo di fiume Egretta garzetta - Garzetta Plegadis falcinellus - Mignattaio Gelochelidon nilotica - Sterna zampenere Circus aeruginosus - Falco di palude Alcedo atthis - Martin pescatore comune Ardea purpurea - Airone rosso Ixobrychus minutus - Tarabusino Sterna albifrons - Fraticello Sterna albifrons - Succiacapre Himantopus himantopus - il Cavaliere d'Italia Nycticorax nycticorax - Nitticora Platalea leucorodia - Spatola bianca Coracias garrulus - Ghiandaia marina | Falco vespertinus - Falco cuculo Lanius nubicus - Averla mascherata Lanius nubicus - Averla capirossa Remiz pendulinus - Pendolino europeo Anas querquedula - Marzaiola Streptopelia decaocto - Tortora dal collare Anas acuta - Codone comune Anas clypeata - Mestolone comune Anas penelope - Fischione Anas strepera - Canapiglia Ardeola ralloides - Sgarza ciuffetto Anas crecca - Alzavola Anas platyrhynchos - Germano reale |

Mammiferi
Vulpes vulpes - Volpe rossa
Mustela nivalis - Donnola
Rettili e Anfibi
| Chalcides chalcides - Luscengola Natrix natrix - Biscia dal collare Elaphe quatuorlineata - Cervone Emys orbicularis - Testuggine d'acqua | Rana Esculenta - Rana verde Bufo Viridis - Rospo smeraldino Bufo Bufo - Rospo comune Testudo hermanni - Testuggine di terra |

## Flora
Le specie che furono impiegate e, tuttora, presenti nell'area, sono il pino d'Aleppo nella stragrande maggioranza e il pino marittimo, la cui presenza sporadica è riscontrabile in poche aree della riserva.
Il pino d'Aleppo, soprattutto, si è rapidamente affermato a spese del pino marittimo e del pino domestico, ormai quasi scomparso, e in parte dell'eucalipto.
Sono altresì presenti il cipresso, l'eucalipto rosso, l'olivello spinoso e l'acacia salina. Quest'ultima ricopre vaste aree con esemplari contorti e cespugliosi che formano macchie di vegetazione spesso impenetrabili. Il sottobosco è costituito da arbusti spontanei tipici della macchia mediterranea, tra cui il lentisco, la fillirea, il ginepro, a cui si associa anche la tamerice, proveniente da impianto artificiale.
Lo strato erbaceo è rappresentato da specie tipiche di ambienti dunali con ristagni d'acqua quali la cannuccia marina, lo giunco, l'eringio, la bardana, lo smilace, l'asparago e svariate graminacee. Inoltre si segnala la presenza di alcuni esemplari di Agave americana.